# Luis Vigil (historietista)
Luis Álvarez Prieto, que firmaba como Luis Vigil (Gijón, 1921-2010)., es un dibujante de historietas e ilustrador español.

## Biografía
Inicialmente, Luis Álvarez se dedicó a la ilustración, aunque también dibujo algunas series de historietas como Raj Cobra (1949) y Capitán Durán (1957).
Emigró a Brasil y de vuelta en España, trabajó fundamentalmente en publicidad.